# New Super Mario Bros. 2
New Super Mario Bros. 2 is een platformspel ontwikkeld door Nintendo EAD en uitgegeven door Nintendo op 17 augustus 2012 in Europa. Het is de opvolger van het Nintendo DS-spel New Super Mario Bros..

## Gameplay
De speler speelt als Mario en moet zoals in de meeste Mario-spellen Princess Peach redden. Daarvoor doorloopt hij meerdere werelden die ieder een aantal levels en een eindbaas kennen.
New Super Mario Bros. 2 heeft ook een coöperatieve modus voor twee spelers. Ook heeft het spel een Gold Rush-modus, waarbij in drie levels achter elkaar zo veel mogelijk munten verzameld dienen te worden.

## Recensies
New Super Mario Bros. 2 werd minder goed ontvangen dan zijn voorganger. Volgens Gamer.nl had dit onder andere te maken met het gemis aan vernieuwingen in dit vervolg. All-Time Ninty vond het spel goed, maar vond het een aantal elementen missen. 

## Opmerkingen
In New Super Mario Bros. 2 komt Bowser Jr. niet in beeld.